# Katharina Gutensohn
Katharina Anna »Katrin« Gutensohn-Knopf, nemško-avstrijska alpska smučarka in smučarka prostega sloga, * 22. marec 1966, Kirchberg in Tirol. 
V alpskem smučanju je nastopila na treh olimpijskih igrah in najboljšo uvrstitev dosegla s šestim mestom v letih 1992 v smuku in 1994 v superveleslalomu. Na svetovnih prvenstvih je nastopila štirikrat in leta 1985 osvojila srebrno medaljo v smuku. V svetovnem pokalu je tekmovala sedemnajst sezon med letoma 1982 in 1998 ter dosegla osem zmag in še deset uvrstitev na stopničke. V skupnem seštevku svetovnega pokala se je najvišje uvrstila na enajsto mesto v letih 1986 in 1991, leta 1990 je osvojila smukaški mali kristalni globus, leta 1986 pa je bila v tem seštevku druga.
Med letoma 2005 in 2010 je tekmovala v smučanju prostega sloga, nastopila je na Olimpijskih igrah 2010 in zasedla 26. mesto, v svetovnem pokalu je dosegla dve zmagi in še tri uvrstitve na stopničke. 